# Bonfire Snowboarding Company
Bonfire Snowboarding Company — компанія з Каліфорнії, США. Займається виробництвом сноубордів, спортивного одягу і аксесуарів. Творець і власник — Бред Стюард, професійний сноубордист і один з перших бізнесменів в цій індустрії.

## Історія

### Створення компанії
В 1989 році Бред Стюарт створив в домашній обстановці три футболки. На першій великими і грубими буквами було написано слово Bonfire, шрифт був запозичений у старої друкарської машинки «Sears». На другий футболці була зображена чітко промальована балерина в охопленій вогнем пачці. На третій футболці солдат в палаючій на ньому касці витягнутий по стійці «струнко» і дивився кудись у далечінь.
Даний малюнок був сприйнятий ринком досить позитивно, тому що не узгоджувався із загальним стилем, що випускався в той час продукції для райдерів, так як неонові «серферські» кольори і зображення тропічної рослинності не мали нічого спільного з палаючими в вогні об'єктами . Нова продукція змусила споживача переглянути погляди на власне самоусвідомлення, і, як результат, компанія успішно зайняла свою нішу на ринку.
Бред Стюарт про результати тих років :
|  | ... Ідея була така - бути артистичними і нетрадиційними, а також знайти спосіб затвердити унікальність сноубордингу в порівнянні з іншими видами спорту. Мені здавалося, що в серці сноубордингу відбивається складний внутрішній світ молоді того часу, а цей світ змінювався не по днях, а по годинах. Скейтбординг, музика, мода, комп'ютери, фотографія, кіно - і все це було єдиним цілим. Ми не хотіли, щоб сноубординг сприймався як побічний продукт скейтбордингу, серфінг а чи лижі - він заслуговував власної культури, власних брендів, власних "кращих" і власних першовідкривачів ... |

Популярність компанії росла, в тому числі, і завдяки вдалому паблісіті - на гірськолижному курорті Маунт Худ в штаті Орегон продукцією «Bonfire» нагороджувалися переможці місцевих змагань. Після чого багато, як правило, переймалися бажанням підтримати цей бренд і починали розповідати про нього своїм друзям і знайомим.

### Ріст компанії
До 1995 року Bonfire став однією з лідируючих спортивних компаній на ринку сноубордингу . Велику популярність мала у покупців куртка моделі Fireman Jacket, яка стала однією з перших моделей, які увібрали в себе як сноубордські характеристики, так і стиль вулиць. Fireman Jacket стала символом целого поколения сноуборд-брендов и началом стиля сноубордической экипировки.

### Покупка компанією Salomon
У грудні 1995 року Bonfire був куплений фірмою Salomon. Менеджери французької фірми поставили собі за мету - купивши Bonfire, стати однією з основних фірм-виробників одягу та аксесуарів для сноуборд-індустрії. Це стало можливим завдяки досвіду та історії компанії Bonfire, а також репутацією його засновника.